# Christoph Tesche
Christoph Tesche (* 31. März 1962 in Greven) ist ein deutscher Politiker (CDU) und seit 2014 Bürgermeister der Stadt Recklinghausen.

## Leben
Tesche leistete nach dem Abitur von 1981 bis 1983 seinen Wehrdienst, bevor er von 1983 bis 1986 den Vorbereitungsdienst für den gehobenen nichttechnischen Verwaltungsdienst NRW absolvierte.
Von 1986 bis 1997 hatte Tesche bei der Stadt Münster verschiedene Funktionen in den Bereichen Personal und Soziales inne, von 1997 bis 2000 war er bei der Stadt Bad Lippspringe Erster Beigeordneter und Allgemeiner Vertreter des Stadtdirektors und hauptamtlichen Bürgermeisters.
Vom 1. Juli 2000 bis zum 22. Juni 2014 war Tesche Erster Beigeordneter, Stadtkämmerer, Personal-Organisations- und Wirtschaftsdezernent der Stadt Recklinghausen.
Neben seinem Amt als Bürgermeister, welches Christoph Tesche seit dem 23. Juni 2014 als Nachfolger von Wolfgang Pantförder bekleidet, ist er Geschäftsführer der Stadtbetriebe GmbH (SBR), der Stadt-Entwicklungsgesellschaft (SER), der City Management Recklinghausen GmbH sowie der Stadtwerke Holding GmbH. Bei den Kommunalwahlen in Nordrhein-Westfalen am 13. September 2020 wurde Christoph Tesche im ersten Wahlgang mit einem Stimmenanteil von 60,8 Prozent im Amt bestätigt. Im September 2024 erklärte Tesche, dass er bei den Kommunalwahlen 2025 nicht für eine weitere Amtszeit kandidieren werde.
Am 5. Dezember 2024 gab die Stiftung Zollverein in Essen offiziell bekannt, dass Christoph Tesche ab dem 1. November 2025 das Amt des Vorstandsvorsitzenden übernehmen wird. Dieser hatte dieses Amt seit Juni 2018 inne. 
Tesche ist verheiratet und hat zwei Kinder. Er lebt in Recklinghausen.

## Nebenamtliche Tätigkeiten
Der Diplom-Verwaltungswirt arbeitet seit 1988 nebenamtlich als Dozent für öffentliches Dienstrecht bei verschiedenen öffentlichen Bildungseinrichtungen sowie als Bildungsreferent für die Kommunalpolitische Vereinigung der CDU NRW.

## Ehrenamtliche Tätigkeiten
Ehrenamtlich engagiert sich Christoph Tesche in den Bereichen Sport, Wirtschaft und Soziales als 1. Vorsitzender des DRK Kreisverband Recklinghausen e. V., als Vorsitzender des Kuratoriums der privaten caritativen Stiftung „Miteinander im Vest“, als Mitglied des Kuratoriums der Gemeinschaftsstiftung für Kirche und Diakonie „ernten und säen“, als Mitglied des Kuratoriums der Westfalen Sport-Stiftung des Fußball- und Leichtathletik-Verband Westfalen e. V., als 1. stellvertretender Vorsitzender des Fachverbandes der Kämmerer e. V. und als Mitglied des Aufsichtsrates der Volksbank Marl-Recklinghausen e. G.